# Kibuye
Kibuye es una ciudad en el distrito de Karongi, y capital de la provincia Occidental en Ruanda. Es conocida por ser un complejo turístico costero, además de por acoger un monumento en recuerdo de las víctimas del genocidio del 90% de los tutsis de la ciudad durante la Guerra Civil de Ruanda. 

## Geografía
La ciudad se encuentra en la orilla oriental del lago Kivu, entre Gisenyi y Cyangugu, aproximadamente a 135 kilómetros, por carretera, al oeste de Kigali, la capital y ciudad más grande del país.

## Infraestructura
Tanto la central eléctrica de Kibuye 1 como la central eléctrica de KivuWatt se encuentran dentro de Kibuye.

## Atractivos turísticos
Las Cataratas Ndaba están cerca de la ciudad.